# Morgen gebeurt het

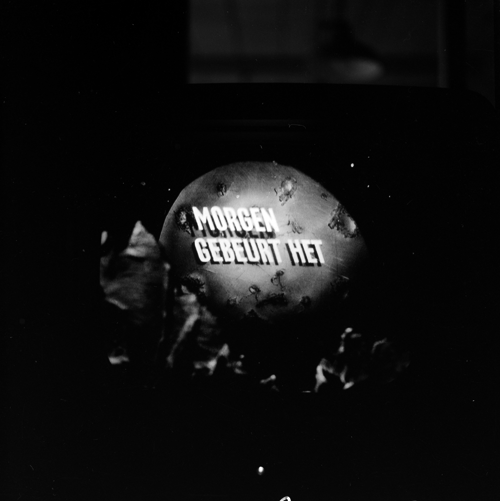
Titelscherm van Morgen gebeurt het

Morgen gebeurt het was een Nederlandse jeugdserie op televisie met tekst van Mies Bouhuys en onder regie van Jef de Groot, die van 18 september 1957 tot en met 29 april 1959 door de AVRO werd uitgezonden.
"Morgen gebeurt het" was de eerste Nederlandse sciencefictionserie, opgenomen in een tijd dat het - door de beperkte zendtijd - nog niet vanzelfsprekend was dat omroepen vervolgseries uitzonden. De plot draaide rond een dreigende buitenaardse invasie van wezens afkomstig van de planeet Hyperion en het onderzoek van professor Plano om deze dreiging af te wenden. Hij kreeg hierbij hulp van Vogelman 3 die verbleef in een satelliet die door de professor zelf ontworpen was.
De serie was naar verluidt zo populair dat verzocht werd of ze 's avonds voor ouderen kon worden heruitgezonden. Dit was destijds niet mogelijk omdat voor herhalingen onvoldoende zendtijd beschikbaar was.
In 1959 verscheen een plaatjesalbum van de tv-serie, waarvoor de kleurenplaatjes bijgesloten zaten in pakjes Spirit-sigaretten. De maker van de plaatjes is onbekend, van de zwart-wit illustraties in het album is er een gesigneerd met "Sentovic", vermoedelijk John M. Sentovic, en een ander met "S.C.I.C. Russell Lehmann". Het album besluit met "Einde deel I"; mogelijk waren er dus vervolgdelen (gepland).
De serie werd grotendeels door middel van telerecording (het filmen van het beeldscherm) bewaard. Enkele afleveringen zijn tegenwoordig op dvd beschikbaar. In oktober 1976 werden twee afleveringen herhaald bij het 25-jarig bestaan van de televisie in Nederland.

## Personages
- Professor Plano  (Ton Lensink)
- Peter Zandvliet  (Manfred Schulte)
- Vogelman 3       (Dries Krijn)
- Apeiron          (Frits Butzelaar)
- Alkeitos         (John Soer)
- Hyperion         (John Soer)
- Assistent        (Dries Krijn)
- Geneman          (Piet Kamerman)
- Professor Mannaert (Ferd Sterneberg)
- Terreinwacht Goedhart  (Jan Wegter)
- Robot            (Jaap Maarleveld)

## Bron
- WELLEMAN, Meerten, "Dag lieve kijkbuiskinderen: 75 jaar kinderprogramma's", A.J.G. Strengholt, 1999, blz. 26